# 노래만 불렀지 (노래)
〈노래만 불렀지〉는 김장훈의 3집 앨범 《노래만 불렀지》의 수록곡이자 타이틀곡이다. 대학 시절 김장훈이 5분 만에 만들어낸 곡이며 그의 노래들 중에서 〈난 남자다〉와 더불어 거의 히트를 치게 된다. 곡명의 유래는 김장훈이 자신을 소개할 때 멘트로 자주 썼던 "노래만 하는 남자 김장훈"에서 나왔다.

## 문화

### TV 문화
2012년 슈퍼스타K 4에서 홍대광이 이 곡을 불러서 화제가 되었다.

### 인터넷 문화
2016년 EBS 스페이스 공감 콘서트에서 김장훈이 이 노래의 라이브 공연을 펼쳤는데, 이를 유튜브 등의 사이트에서 본 누리꾼들은 "숲튽훈"이라는 별명을 지으며 그에게 놀림섞인 비난을 하기 시작했다. 하지만 이에 대해 김장훈은 자신의 별명을 장난스럽게 받아들이며 별명을 아무렇지 않게 부르는 등 웃어 넘기는 행동을 보였다.